# زندان زنان (فیلم ۱۹۷۴)
زندان زنان (ایتالیایی: Prigione di donne) که در کشورهای انگلیسی‌زبان به نام شورش در زندان زنان (انگلیسی: Riot in a Women's Prison) یک فیلم اروتیک درام تکنی‌کالر به کارگردانی برونلو روندی است که در سال ۱۹۷۴ منتشر شد. این فیلم در فرانسه با عنوان ندامتگاه زنان منحرف (Pénitencier de femmes perverses) منتشر شد و حاوی صحنه‌های هاردکوری است که توسط توزیع‌کنندهٔ فرانسوی بدان اضافه شده‌است.

## گزیدهٔ بازیگران
- مرتین بروشار
- آندرئا اسکوتی
- کورادو گیپا
- ماریا کومانی کوآزیمودو
- ارنا شورر
- ماریلو تولو
- ماریا پیا کُنته
- لوچانا تورینا
- کاتیا کریستین
- آنا ملیتا